# A Decade
| Críticas profissionais | Críticas profissionais |
| Avaliações da crítica  | Avaliações da crítica  |
| Fonte                  | Avaliação              |
| ---------------------- | ---------------------- |
| allmusic               | link                   |

A Decade é uma coletânea musical de melhores êxitos da banda Our Lady Peace, lançado em 28 de novembro de 2006.

## Faixas
1. "Starseed"
2. "The Birdman"
3. "Naveed"
4. "Superman's Dead"
5. "Clumsy"
6. "4am"
7. "One Man Army"
8. "Is Anybody Home?"
9. "Thief"
10. "In Repair"
11. "Life"
12. "Somewhere Out There"
13. "Innocent"
14. "Where Are You"
15. "Angels/Losing/Sleep"
16. "Will the Future Blame Us"
17. "Kiss on the Mouth"
18. "Better Than Here"